# プロキシマ・ケンタウリ
座標:  14h 29m 53s, −62° 41′ 00″
プロキシマ・ケンタウリ (英語: Proxima Centauri) は、ケンタウルス座の方向に4.246光年離れた位置にある赤色矮星である。太陽系に最も近い恒星（太陽の次に地球に近い恒星）として知られている。

## 概要
1915年にロバート・イネスによって発見された。視等級は約11等で、地球からの肉眼での観測は不可能である。
この星はケンタウルス座α星系でα星A、α星Bに次いで3番目に大きな恒星であり、α星Aから15,000±700 au も離れた距離を、50万年以上の周期で公転していると考えられている。
直径は太陽の約7分の1であるが、質量は8分の1ほどあるため、平均密度は太陽の40倍にもなる。また、地球に近いことから、地球から角直径を直接測定することができる (後述)。
プロキシマ・ケンタウリは非常に暗いが、くじら座UV型変光星であるため、磁気活動によって不規則に明るさが変化する。磁場は恒星内部の対流によって生じており、フレア活動によって太陽とほぼ同じ程度のX線が生じている。対流による恒星核の核融合燃料の混合と、エネルギー産生の相対的な低さの結果として、今後プロキシマ・ケンタウリは現在の宇宙の年齢の約300倍に及ぶ4兆年もの間、主系列星の状態を続けるものと考えられている。
2016年8月24日にヨーロッパ南天天文台 (ESO)は、プロキシマ・ケンタウリを公転する惑星プロキシマ・ケンタウリbを発見したと発表した。プロキシマ・ケンタウリから0.05au（約750万km）の距離を11.2日で公転しており、推定される下限質量は地球の1.3倍とされている。また、プロキシマ・ケンタウリbはプロキシマ・ケンタウリのハビタブルゾーン内を公転していて、表面上に液体の水を有する可能性がある。
以前、プロキシマ・ケンタウリを公転している褐色矮星や巨大惑星が存在するかを確かめるために、何度も探査が行われてきたが失敗に終わっている。精密なドップラー分光法による観測でもハビタブルゾーン内にスーパー・アースサイズの惑星が存在する可能性は除外されている。さらに小型の天体を見つけるためにはさらに精密な観測機器が必要であり、2021年に打ち上げたジェイムズ・ウェッブ宇宙望遠鏡で観測を行う事を予定している。しかし、プロキシマ・ケンタウリは閃光星であるため、惑星があってもその表面に生命が存在できるかについては議論が続いている。それにも関わらず、地球から近いということもあって、しばしば恒星間航行の目的地として挙げられる。実際にプロキシマ・ケンタウリまでスターチップを使って航行するというスターショット計画の構想も練られている。

## 観測
1915年、ロバート・イネスは南アフリカ連邦のヨハネスブルクにあるユニオン天文台で、ケンタウルス座α星と同じ固有運動を持つ恒星を発見した。1917年、ケープタウンの喜望峰王立天文台で、オランダの天文学者ヨアン・フォウテは、プロキシマ・ケンタウリの年周視差を0.755 ± 0.028秒と計測し、太陽からの距離がケンタウルス座α星とほぼ同じであるとした。また同時に、その当時発見されていた恒星の中で最も暗いことが分かった。1928年、アメリカの天文学者ハロルド・アルデンは、さらに正確にプロキシマ・ケンタウリの年周視差を計測した。その結果、フォウテとほぼ同じ0.783 ± 0.005秒という結果が得られた。

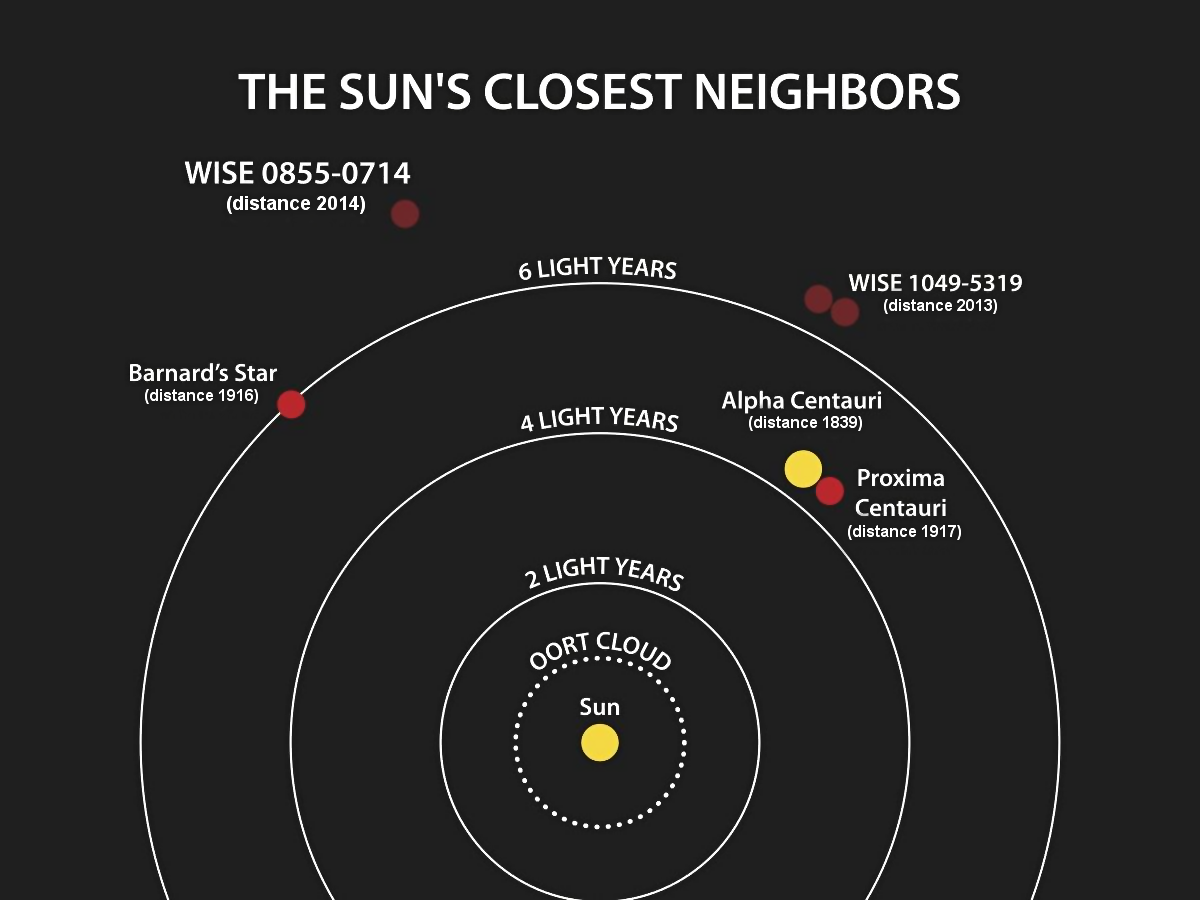
プロキシマ・ケンタウリを含めた、太陽に近い恒星の位置（2014年4月25日時点）

1951年、アメリカの天文学者ハーロー・シャプレーは、プロキシマ・ケンタウリが閃光星である事を発表した。また、過去に撮影された画像のうち約8%に検出可能な増光が確認され、当時知られていた閃光星の中で、最も活動が活発である事が分かった。1980年、アインシュタイン天文台は、プロキシマ・ケンタウリの恒星フレアの詳細なX線エネルギー曲線を作成した。恒星活動は観測衛星EXOSAT、ROSATでも観測され、1995年には日本のX線観測衛星あすかの観測対象にも選ばれた。
プロキシマ・ケンタウリは南半球で観測できるが、北緯27度以北では見る事ができない。視等級が11等級の暗い赤色矮星である為、肉眼では観測できない。観測するには極めて暗い夜空で口径8cm以上の望遠鏡を用意する必要がある。仮にケンタウルス座α星ABから見るとプロキシマ・ケンタウリは5等級の恒星として見えるとされている。
2018年、観測史上最強のスーパーフレアがプロキシマ・ケンタウリで観測されたと発表された。このフレアにより光度は約68倍大きくなり、視等級は6.8等級にまで明るくなった。同様のフレアは年間に約5回程度、発生していると考えられているが、こうしたフレアは数分間という短時間しか継続しないため、それまで観測されたことがなかった。

## 特徴
| 太陽 | プロキシマ・ケンタウリ |
| ---- | ---------------------- |
| 太陽 | Exoplanet              |

プロキシマ・ケンタウリはヘルツシュプルング・ラッセル図（HR図）上では赤色矮星であるM6Veに属する。M6Veは同じM型星の中でも、低質量の方であることを表す。地球から10パーセク（32.6光年）離れた位置にあると想定した場合の明るさを表す絶対等級は15.5である。全波長での光度は太陽の0.17%である。しかし、その85%以上は赤外線であり、目に見える可視光での明るさは太陽の0.0056%しかない。
2002年、VLTIが光干渉法を用いてプロキシマ・ケンタウリの角直径を計測したところ、1.02±0.08ミリ秒角と判明した。地球からの距離が正確に知られているので、実際の直径は太陽の約7分の1、木星の1.5倍と計算できる。質量は太陽質量の12.3%、木星質量の約129倍である。恒星は質量が減少すると、密度が上がる傾向がある。プロキシマ・ケンタウリも例外ではなく、太陽の1.411g/cm3と比べて、約40倍の56.8 g/cm3の密度を持つ。プロキシマ・ケンタウリは、1回自転するのに83.5日かかる。質量が小さいため、恒星の内部は完全に対流的であり、放射過程を通じてではなくプラズマの物理的な動きによってエネルギーを外部に伝達させている。この対流は、水素の熱核融合から残されたヘリウムが核に蓄積されず、恒星内を循環することを意味している。主系列星の段階を終える前に全水素供給量の約10%しか燃やさない太陽とは異なり、プロキシマ・ケンタウリは水素の核融合を終えるまでにほぼ全ての水素を燃料として消費するとされている。
対流は磁場の発生と持続に関連している。この磁場からの磁場エネルギーは恒星全体の光度を一時的に高めるフレアを通じて放出される。これらのフレアは恒星自体と同等の大きさにまで大きくなり、温度が2,700万Kに達することがある。これはX線を放出するのに十分な温度である。実際に、プロキシマ・ケンタウリの静止X線光度は約4～16×1026 erg/s（約4～16×1019 W）で、これはプロキシマ・ケンタウリよりも遥かに大きな太陽とほぼ等しい。最も大きなフレアが発生した際のX線光度のピークは1028 erg/s（1021 W）に達することもある。
プロキシマ・ケンタウリの彩層は活動が活発で、プロキシマ・ケンタウリのスペクトルには波長の長さ280nmのイオンマグネシウムのスペクトル線が見られる。プロキシマ・ケンタウリの表面の約88%が太陽よりも活発である可能性があり、太陽活動周期と同じように、恒星活動の強弱が繰り返されると考えられている。しかし、活動極小期でもコロナの温度は、200万Kである太陽と比べて、350万Kにもなる。しかし、プロキシマ・ケンタウリの恒星活動は他の赤色矮星と比較すると小規模である。赤色矮星は時間が経つにつれて、自転速度が低下して活動が衰えるとされているため、誕生から約48億5000万年が経過したプロキシマ・ケンタウリは自転周期が83.5日まで遅くなったとされている。太陽は11年周期で活動の強弱を繰り返しているが、プロキシマ・ケンタウリは約442日周期で活動の強弱を繰り返している。
観測に最も合致するモデルによると、プロキシマ・ケンタウリの恒星風は、太陽の約20%という上限値が得られている。この上限値に従えば、プロキシマ・ケンタウリは太陽より小さいため、面積換算で太陽の8倍の量の恒星風を放出している事になる。
プロキシマ・ケンタウリ程度の質量を持つ恒星は、前述のとおり、核融合反応が非常に遅いため、約4兆年輝き続ける。反応が続くにつれて、晩期には赤から青く見える青色矮星になり、その後、赤色巨星へとはならずに、そのまま白色矮星になるとされている。

### 距離と運動

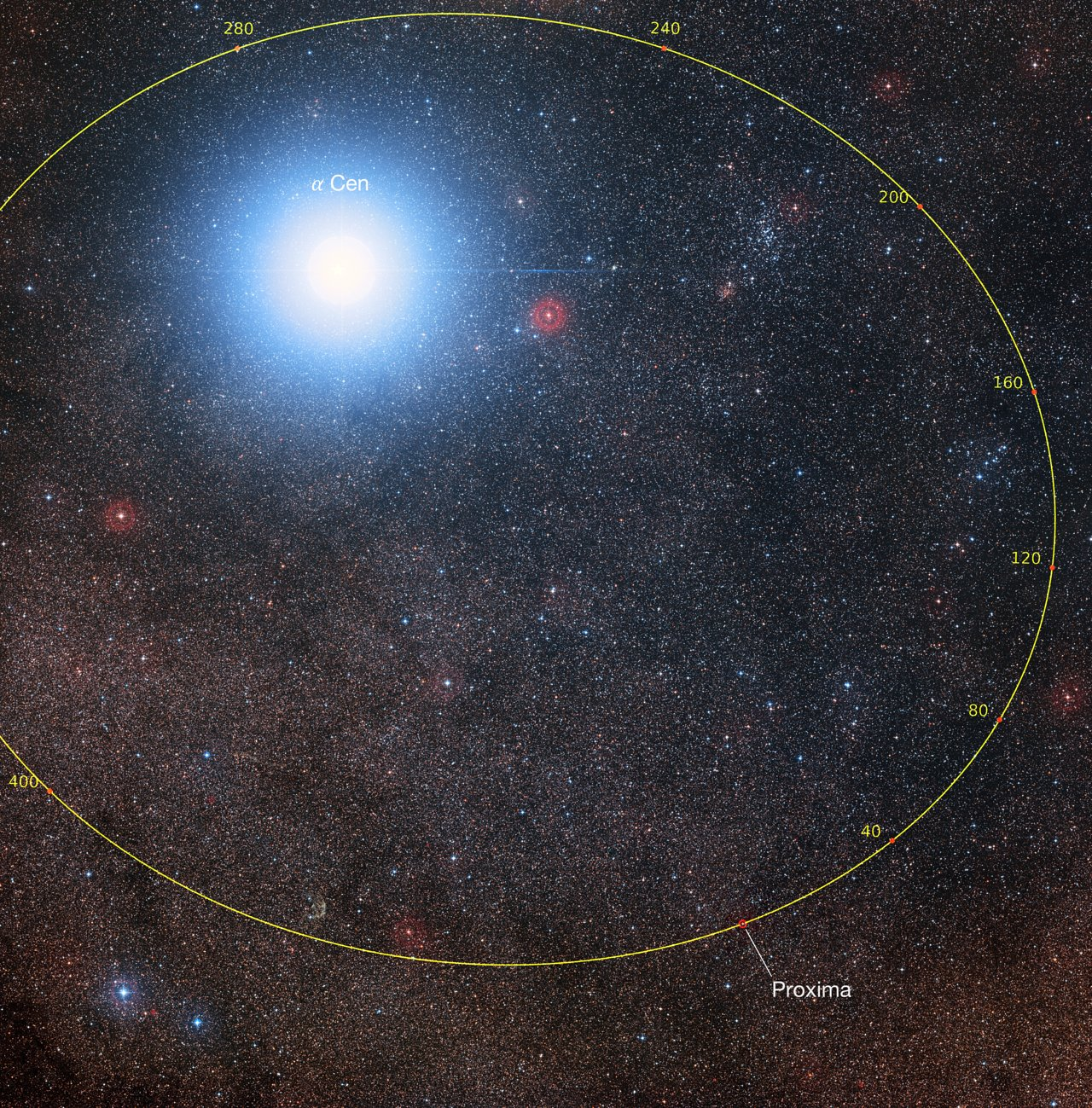
現在の地球から見たプロキシマ・ケンタウリの軌道

位置天文衛星ヒッパルコスで計測されたプロキシマ・ケンタウリの年周視差768.7 ± 0.3ミリ秒という観測結果を基づいて、ハッブル宇宙望遠鏡のファイン・ガイダンズ・センサーが観測を行った結果、プロキシマ・ケンタウリは太陽から約4.24光年離れた位置にあると計測された。またRECONSの観測結果では、年周視差768.13ミリ秒、距離4.25光年、地球から見たケンタウルス座α星からの角距離は2.18度とされた。これは、満月4個分に相当する角距離である。プロキシマ・ケンタウリは年間3.85秒角移動しており、視線速度は-22.4 km/sである。

過去2万年から今後8万年までの、推測される近隣の恒星との距離の変化を表したグラフ。唯一、水平になっている黄色の破線が現在のプロキシマ・ケンタウリとの距離である。

現在、知られている恒星の中で、プロキシマ・ケンタウリは約25,000年前から約32,000年後までは太陽に最も近い恒星である。それ以降はケンタウルス座α星A・α星Bの方が太陽に近くなる。2001年、J. García-Sánchezらは観測結果から、約26,700年後には、プロキシマ・ケンタウリは太陽から3.11光年まで接近するだろうと予測した。また、2010年には、約27,400年後に最接近して、約2.9光年まで近づく可能性をV. V. Bobylevが示した。一方で、2014年にC. A. L. Bailer-Jonesらは、プロキシマ・ケンタウリが太陽に最接近するのは26,710年後で、その時の距離は3.07光年であると発表した。プロキシマ・ケンタウリは銀河核を軌道離心率0.07で公転しており、銀河核からの距離は8.3キロパーセクから9.5キロパーセクと変化する。
プロキシマ・ケンタウリは、地球との近さから、しばしば恒星間航行の目的地として挙げられる。宇宙船に重力加速度と同等の等加速度運動が恒常的に可能であれば、速度だけならば減速を考慮しても約6年、10分の1の0.1Gでも減速込で約14年で到達可能となる。しかし、ボイジャー1号 (17.3 km/s) のような等速度運動では数万年単位（ボイジャー1号の場合は7.3万年以上）の年月を要する距離であり、21世紀初頭の技術で到達するには人間個人の時間スケールで考えれば膨大な時間が必要となる。
プロキシマ・ケンタウリは発見後、本当にケンタウルス座α星系を周回する恒星なのかについて議論が繰り返されてきていた。α星A・α星Bからの距離は0.21光年 (15,000 ± 700 au) しかなく、公転周期が50万年以上なら、ケンタウルス座α星系の伴星である可能性も残されていた。現在では、プロキシマ・ケンタウリとα星A・α星Bが水平に動いて見えるのは単なる偶然だとする確率は100万分の1とされている。観測衛星ヒッパルコスと地上からの観測結果を組み合わせたところ、プロキシマ・ケンタウリはケンタウルス座α星系を公転している事を示唆する結果が得られた。仮にそうだとした場合、プロキシマ・ケンタウリは現在、α星A・α星Bから最も離れた遠星点付近にある事になる。
プロキシマ・ケンタウリのケンタウルス座α星系のような三重連星系は、形成時は太陽質量の1.5倍から2倍を持つ恒星が低質量の恒星を捕獲する事で形成される場合がある。
プロキシマ・ケンタウリがケンタウルス座α星系に取り込まれた時、互いの恒星の組成物質が共有された可能性がある。また、プロキシマ・ケンタウリの重力の影響で、当時、ケンタウルス座α星系にあったとされる原始惑星系円盤にも影響が生じ、円盤内側にあった水などの揮発性物質がなくなってしまうが、円盤ガスの密度が上昇して地球型惑星を形成させた可能性がある。
プロキシマ・ケンタウリは現時点で太陽に最も近い恒星だが、さらに近くに未知の褐色矮星などが潜んでいる可能性も残されている。

## 惑星系

プロキシマ・ケンタウリの3つの惑星の軌道の図

| 名称 （恒星に近い順） | 質量               | 軌道長半径 （天文単位）  | 公転周期 (日)             | 軌道離心率         | 軌道傾斜角 | 半径                 |
| --------------------- | ------------------ | ------------------------ | ------------------------- | ------------------ | ---------- | -------------------- |
| d                     | ≥0.26±0.05 M⊕      | 0.02885+0.00019 −0.00022 | 5.122+0.002 −0.0036       | 0.04+0.15 −0.04    | —          | 0.81±0.08（推測） R⊕ |
| b                     | 1.60+0.46 −0.36 M⊕ | 0.04857+0.00029 −0.00029 | 11.18418+0.00068 −0.00074 | 0.109+0.076 −0.068 | —          | 1.30+1.20 −0.62 R⊕   |
| c (論争あり)          | 7±1 M⊕             | 1.489±0.049              | 1928±20                   | 0.04±0.01          | 133±1°     | 1.799205 R⊕          |

### 発見前史
| 公転周期 (日)  | 軌道長半径 (au) | 下限質量 （M⊕） |
| -------------- | --------------- | --------------- |
| 3.6-13.8       | 0.022-0.054     | ≥ 2-3           |
| < 100          | < 0.21          | ≥ 8.5           |
| < 300 400-1040 | < 0.44 0.53-1   | ≥ 16            |

1996年に直接観測法により、褐色矮星か木星質量の10倍以上の惑星かもしれない星像が捉えられたが、その後確認はされていない。
2008年には視線速度法のシミュレーションにより、観測が地球の公転の影響を受ける公転周期1年前後（300～400日）を除き、下限質量が16地球質量以上の惑星（あるいは伴星）の存在は否定された（ただしこれは下限質量なので、真の質量がこれを超える可能性はある）。より短い公転周期では、右表のようなより強い制約となる。
2014年と2016年には重力マイクロレンズ効果による観測が可能になることから、その時に惑星が発見される可能性があると言われていた。

### 惑星b

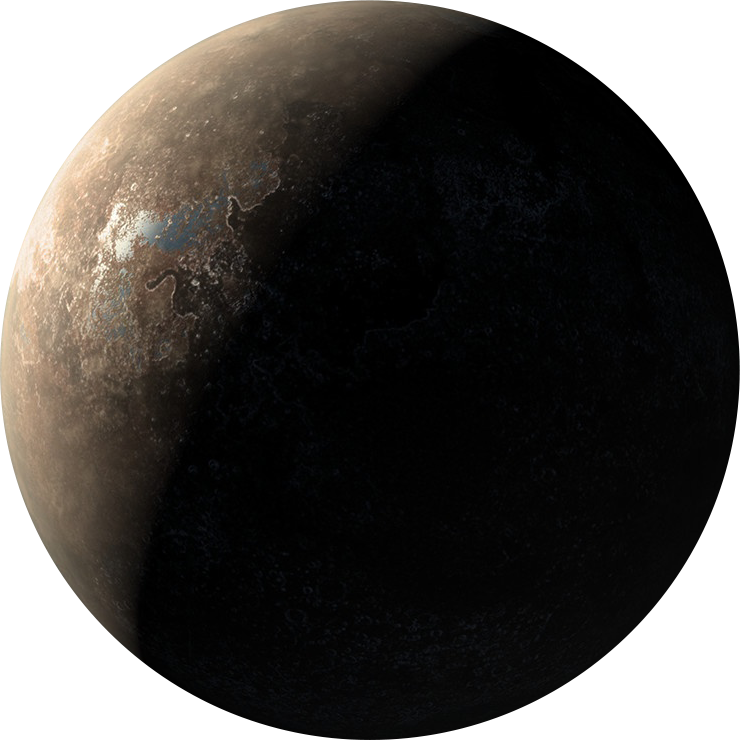
プロキシマ・ケンタウリbの想像図

2016年1月、ヨーロッパ南天天文台 (ESO) はプロキシマ・ケンタウリの周りにある太陽系外惑星を探査するプロジェクト「Pale Red Dot」を立ち上げた。その後、ドイツ有力誌デア・シュピーゲル電子版は2016年8月12日、宇宙物理学者らがこの恒星を公転する地球に似た惑星を発見したと報じた。ドイツ南部ガーヒング・バイ・ミュンヘンのヨーロッパ南天天文台 (ESO) が2016年8月末にもこの惑星の発見を公表する予定と発表した。そして2016年8月24日、ロンドン大学クイーン・メアリーカレッジのGuillem Anglada-Escudéらの研究チームにより惑星プロキシマ・ケンタウリbが存在すると発表された。発見はドップラー分光法で行われた事がネイチャーに報告された。観測はラ・シヤ天文台の3.6メートル望遠鏡に搭載されている高精度視線速度系外惑星探査装置 (HARPS) とパラナル天文台の超大型望遠鏡VLTで行われた。
プロキシマ・ケンタウリbはプロキシマ・ケンタウリから0.05 au（約750万 km）の距離を約11.2日の公転周期で公転している惑星である。その推定下限質量は地球の1.3倍である。ハビタブルゾーン内を公転しているとされており、平衡温度は液体として水が存在できる範囲にあると推定されている。
公転周期60日から500日の範囲内に第2の信号も検出されたが、それが恒星の活動によるものかは不明である。

### 惑星c

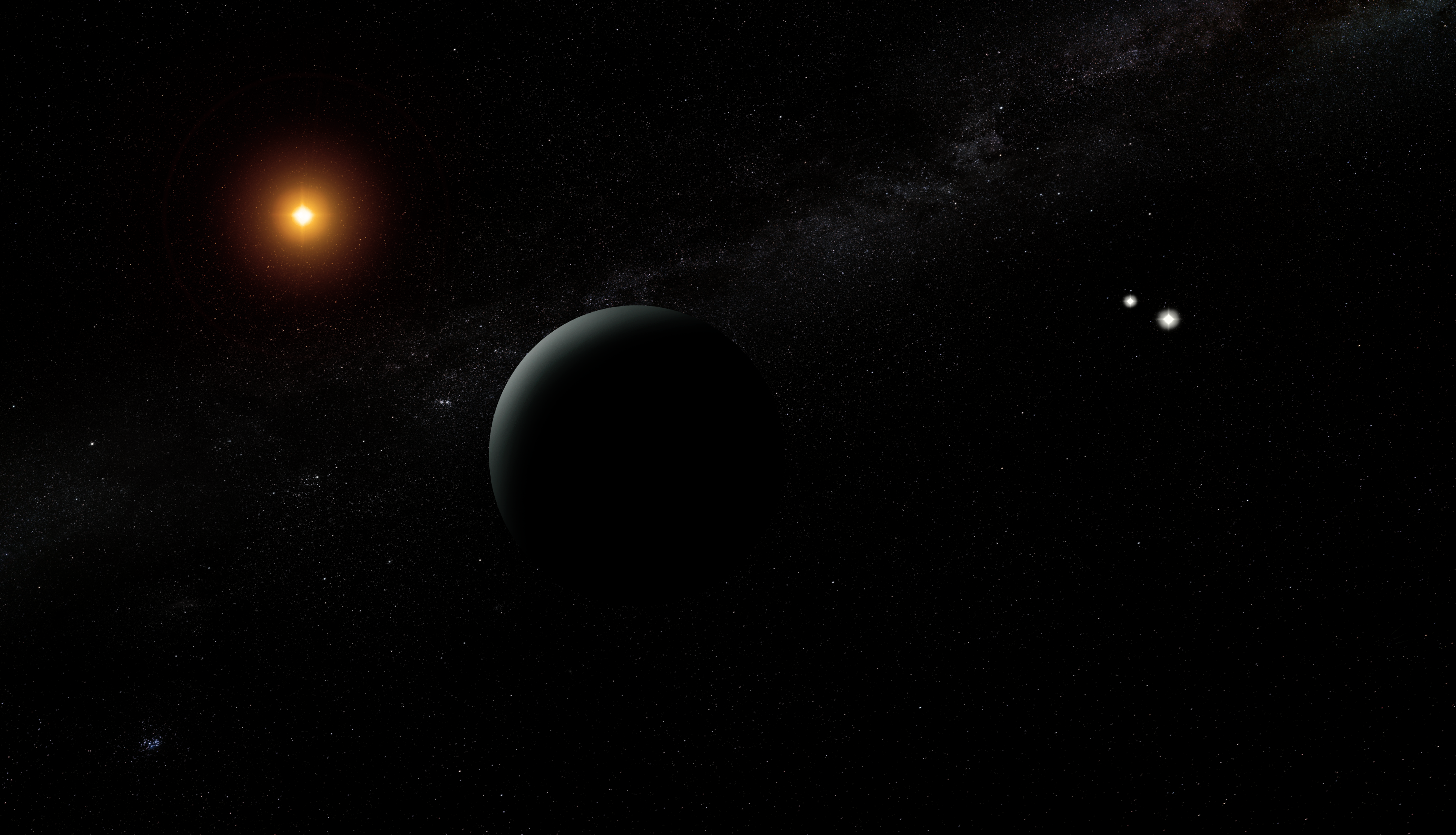
プロキシマ・ケンタウリcの想像図

2019年4月、イタリアの天体物理学者Mario Damassoと彼の同僚らによって、プロキシマ・ケンタウリの周囲を第2の惑星候補が公転している可能性が報告された。Damassoらのチームは、ヨーロッパ南天天文台のHARPSによる観測で得られた視線速度のデータから、プロキシマ・ケンタウリがわずかに揺れ動いていることを発見した。これは、プロキシマ・ケンタウリの周辺にさらに惑星が存在している可能性があることを示している。この惑星候補はプロキシマ・ケンタウリcと呼ばれ、最小で地球の5.8倍の質量を持つとされている。およそ1,900日、すなわち約5.2年の周期でプロキシマ・ケンタウリから1.48 au離れた軌道を公転していると予想されている。プロキシマ・ケンタウリからの距離が遠いため、この惑星の表面温度は39+16
−18 K（-234+16
−18 ℃）程度と低く、居住する事はできないとされている。この惑星が存在することを検証するには、HARPSや欧州宇宙機関の宇宙望遠鏡ガイアによる追加の観測と測定が必要となる。Damassoのチームの一員であるDel Sordoは、プロキシマ・ケンタウリcがプロキシマ・ケンタウリ系のさらなる観測、特に直接観測の機会を与えてくれると述べている。
2020年には、25年前のハッブル宇宙望遠鏡のデータの解析が行われ、プロキシマ・ケンタウリcが存在することが確認された。その後、INAFのチームが、惑星の画像を公開した。公転周期は1907日で、質量は地球の約7倍とされた。
しかし、2022年7月27日に公表された論文では、プロキシマ・ケンタウリbやプロキシマ・ケンタウリdの信号は確認されたものの、プロキシマ・ケンタウリcは検出できず、プロキシマ・ケンタウリcが実在しない惑星である可能性が指摘されている。

### 惑星d

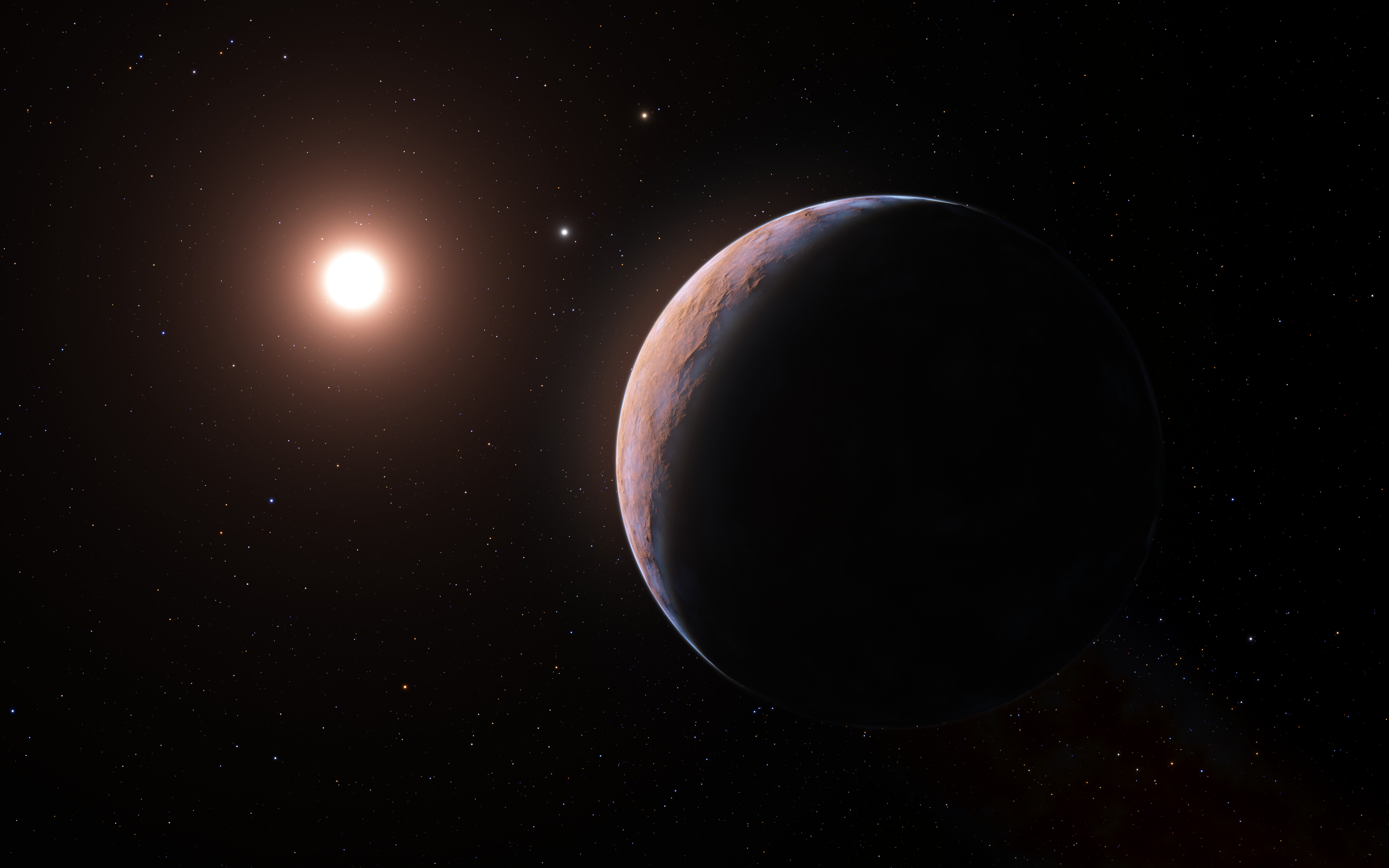
プロキシマ・ケンタウリdの想像図

2020年5月、超大型望遠鏡VLTに搭載されている分光観測装置ESPRESSOによる観測で、プロキシマ・ケンタウリbの詳細な再観測が行われた際、第3の惑星プロキシマ・ケンタウリdが存在する可能性が示された。この惑星候補は、プロキシマ・ケンタウリbよりもさらにプロキシマ・ケンタウリに近く、公転周期は5.15日で、少なくとも地球の0.29倍の質量を持つと予測された。大きさや質量は火星や水星と似ている。しかし、dの存在が確認されるにはさらなる観測が必要になるとされていた。
2022年2月、ヨーロッパ南天天文台はこの惑星候補プロキシマ・ケンタウリdの存在を確認したと発表した。この発表でのプロキシマ・ケンタウリdの下限質量は地球の0.26倍とされ、ドップラー分光法で発見された最も質量の小さな太陽系外惑星となった。

### 塵円盤
2017年、アタカマ大型ミリ波サブミリ波干渉計を使用している天文学者らは、主星から約 1 - 4 au 離れた場所に温度の低い塵円盤を検出したと報告した。この塵の温度は約 40 Kで推定総質量は地球の1％とされている。その他、約 30 au 離れた場所に存在する温度が 10 K と低い塵円盤と、主星から約1.2秒角のまとまった放出源も検出している。また、主星から 0.4 au の距離にある温度の高い塵円盤も発見されたが、さらなる分析により2017年3月に主星が放出した巨大なフレアである可能性が高いと判断された。

## 疑われた信号
2019年4、5月に、パークス天文台に設置されている電波望遠鏡が980MHzの信号「BLC-1」が30時間程度検出されていたことを公表した。周波数は惑星の公転と共に変動していた。このような限定的な周波数の信号は人工の信号と似ている。この信号はプロキシマ・ケンタウリの方向から来ているが、2019年5月以降は観測されておらず、また地球外生命体が隣の惑星系に存在していると言う事には疑問があるため、これがプロキシマ・ケンタウリbの地球外生命体が発した可能性は低いとされている。この信号は別のものから発せられた可能性もある。

## 名称
固有名のプロキシマ・ケンタウリは、ラテン語で「ケンタウルス座の最も近い星」という意味を持つ。1917年に、発見者のイネスが「プロキシマ・ケンタウリ」（実際には Proxima Centaurus）と呼ぶことを提案し、以後この通称で呼ばれていた。
2016年に国際天文学連合は、恒星の固有名についてカタログを作り標準化するワーキンググループ、WGSN (Working Group on Star Names) を組織した。2016年8月21日、WGSNは「プロキシマ・ケンタウリ (Proxima Centauri) 」という呼び名を固有名として承認し、現在この呼び名が国際天文学連合の恒星名カタログに登録されている。